# Tragic Love
Tragic Love er en amerikansk stumfilm fra 1909 af D. W. Griffith.

## Medvirkende
- Arthur V. Johnson som Bob Spaulding
- David Miles som Mr. Rankin
- Linda Arvidson som Mrs. Rankin
- Charles Avery
- Clara T. Bracy